# Cristaria plicata
Trai cánh mỏng (Danh pháp khoa học: Cristaria plicata) là một loài Trai sông trong họ Unionidae. Đây là loài đặc hữu của vùng biển phía Bắc Đông Nam Á, chúng phân bố cho đến Nam Hàn. Ở Việt Nam, chúng có ở Vùng đồng bằng và trung du Bắc Bộ.

## Đặc điểm
Trai cánh mỏng là loài cỡ lớn, vỏ mỏng, hình elip dài. Chiều dài có thể tới 23 – 25 cm. Vùng đỉnh vỏ thấp là vỏ trai dẹp. Cạnh trước tròn đều, cạnh bụng thẳng nghang, hơi lõm ở khoảng giữa, cạnh sau gần tròn. Mặt ngoài vỏ nhẵn, ở con nhỏ có màu xanh vàng với nhiều đường phóng xạ màu xanh lục, ở con lớn màu vàng xanh với đường sinh trưởng thô. Có các dải nâu đen đồng tâm. Xà cừ màu trắng, hơi hồng, ánh ngũ sắc. 

## Tập tính
Ở Việt Nam, trai cánh sống phổ biến ở đáy bùn cát sông, hồ, ao vùng đồng bằng và trung du miền Bắc Việt Nam. Chúng, thích ứng được với điều kiện thời tiết mùa hạ và mùa đông. Sinh sản vào đầu mùa hạ. Trước đây, chúng gặp phổ biến trong các sông vùng đồng bằng Bắc Bộ, mật độ khoảng 2 - ba con/m2 nền đáy. Những năm gần đây do khái thác quá mức nên số lượng giảm sút, nguồn trai sụt rõ rệt, các đầm hồ bị san lấp nhiều, mặt khác do sự ô nhiễm các sông hồ làm diện tích phân bố giảm rõ rệt